# Stilbe
Stilbe är ett blomsläkte som tidigare förts till Verbenaceae. Det innehåller sju arter från Sydafrika. Nu förs Stilbe till en egen familj, Stilbaceae.